# 渤海使
渤海使（ぼっかいし）は、渤海より日本を訪問した使節である。727年秋から919年までの間に34回（または922年までの間に35回。このほか929年、後継の東丹国（契丹（後の遼）の封国）による派遣が1回）の使節が記録に残っている。

## 概要
渤海は698年に大祚栄により建国されたが、大武芸の時代になると唐や新羅と外交的に対立するようになり、国際的孤立に陥りそうになった渤海が、これらの勢力を牽制する目的で日本への遣使が計画された。使節団が日本に向かった出発地点は、ロシア沿海地方ポシェト湾近くにあるクラスキノ土城（塩州城）遺跡が有力とされる。
渤海側は軍事同盟を結ぼうとして使節を送っていたが、日本側は突然、貢物を持って来朝してきたところから、これを日本の国威を慕って、日本に従属を願い出て、従国の礼をとってきた朝貢であると捉え、使節を非常に厚遇している。
しかし大欽茂の時代になり、唐との融和が図られる時代になると軍事的な意味合いは薄れ、もっぱら文化交流と経済活動を中心とした使節へとその性格を変化させていった。特に問題となったのは朝貢貿易の形態を取ったことで、これにより渤海からの貢物に対して日本側では数倍の回賜でもって応える義務が生じ、渤海に多大な利益をもたらした。日本側は、朝廷の徴税能力が衰え、使節供応と回賜のための経費が重荷となった後は、使節来朝を12年に1度にするなどの制限を加えたが、その交流は渤海滅亡まで継続した。
唐渤関係の安定化に伴い、日唐間の交通の仲介として機能した。遭難して帰国できなかった遣唐使の平群広成が渤海使と共に帰国に成功したこと、日本で最も長く使われた暦である唐の宣明暦が渤海使により伝来したことはその例である。また『新唐書』渤海伝は唐の大暦年間（766年～779年）に渤海国が日本の舞女11人を唐に献上したことを伝えており、彼女らはそれ以前に日本から渤海に渡ったと見られる。

## 貿易品目
8世紀後半以降は渤海からはもっぱら北方産の獣皮（貂、虎、羆などの毛）また人参、蜜、日本からは繊維製品がほとんどで、他に金・水銀、金漆（山地に自生するコシアブラの木の実から搾り取った樹液で、強化剤や硬化接着剤として古代では用途の広い重宝な樹液）海石榴油一缶（髪油などの化粧用、皮革、金属の保存、さび止めなどに使用）水精念珠（真珠）、檳榔樹扇（今でも沖縄や台湾などで土産物として使われる檳榔樹の葉で作った扇）が貿易品目として扱われた。

## 渤海使と漢詩
共に唐の漢字文化圏に属している渤海と日本の宮廷社会を構成する上級階層にとって、漢籍、漢文学の学習が基礎教養とされていた。互いに話す言葉は通じなくても、筆談すれば意志は通じ、文書の類は翻訳せずともそのまま通用する状況であった。特に漢籍・漢文学が発達したのは、軍事的提携を結ぼうとして行われた初期の外交期ではなく、交易目的の経済外交として変化した時期以降である。渤海使も初期のころは全員武官の肩書を持っていたが、  762年（天平宝字6年）に来日した第6回渤海使王新福からは、文官の使節となり、ほとんどが漢詩文に長じた文人が選ばれて来日している。
　漢詩の応酬が行われた最初（記録上の初めという意）は、758年（天平宝字2年）に来日した第4回渤海使揚承慶の時であった。揚承慶らは、朝廷での正式な宴の他に藤原仲麻呂の私邸「田村第」に招かれ歓待を受けた。その際、当代の文士が集められ、漢詩を賦して使節を送別した。これに対し渤海使の方では文人であったと見える副使「楊泰師」（揚泰師）が漢詩を2首作ってこれに和した。その2首である七言の「夜聴擣衣」と五言の「奉和紀朝臣公詠雪詩」は『経国集』に残っている。
　文化人的性格の嵯峨天皇の権力が確立された後の第17回渤海使は、大使、副使以下、判官、録事に至るまで、文人をそろえた使節団を編成し派遣された。814年（弘仁5年）9月、出雲に到着したこの渤海使に対して、日本側は屈指の文人滋野貞主と坂上今継が存問兼領渤海客使として派遣された。（これは、平安朝の漢詩集『文華秀麗集』に残る巨勢識人や、渤海大使・王孝廉の詩題によって知ることが出来る。）やがて、年内に入京した使節団は元旦からの儀式、宴会に参列し、特に正月7日の使節団饗応のために開かれた宴では漢詩の交歓が行われた。この宴席での作と思われる渤海側3首、日本側5首の漢詩は『文華秀麗集』に撰集されている。1月22日に京を出て帰国の途についた後も漢詩を交歓しており、王孝廉の作品3首が同じく『文華秀麗集』に撰集されている。
　この他にも、渤海からは王文矩、周元伯、楊成規、裴頲、裴璆などの一級文人が来日し、日本からは菅原清公、菅原道真、嶋田忠臣、都良香、紀長谷雄、大江朝綱、藤原雅量などの文人が応対している。交歓された漢詩は『経国集』、『文華秀麗集』の他に、『凌雲集』や『菅家文草』、『田氏家集』、『扶桑集』などに残されている。これらの漢詩は、漢詩としての価値だけではなく、当時の状況を把握できる貴重なものとなっている。

## 渤海使一覧
| 回数 | 来朝年 | 元号(日) | 元号(渤)    | 正使名             | 天皇 | 渤海王       | 備考 | 出典       |
| ---- | ------ | -------- | ----------- | ------------------ | ---- | ------------ | --- | ---------- |
| 1    | 727年  | 神亀4年  | 仁安5年     | 高仁義             | 聖武 | 大武芸       | 大使・高仁義ら24名が出羽の蝦夷地（現在の秋田県北部から青森県にかけての日本海沿岸）に漂着したが、蝦夷に襲撃され16名が死亡した。生き残った首領（渤海の官名）の高斉徳ら8名が9月に出羽国国府に入り、12月に平城京に到着し、翌年1月天皇に拝謁した。渤海王大武芸からの親書と産物（貂皮300張など）を献上した。6月、送使の引田虫麻呂と共に渤海に向け帰国の途についた。 | 続紀       |
| 2    | 739年  | 天平11年 | 大興2年     | 胥要徳             | 聖武 | 大欽茂       | 新王大欽茂の即位を告げる使者であり、また、遭難の遣唐使平群広成一行を日本に送る使者でもあった。複数の船で渤海を発つが、往路に1隻が転覆し大使ら40人が死亡し、残りの船の平群広成と副使の将軍己珎蒙らは7月に出羽国に到着した。10月に入京し、広成は11月、己珎蒙らは12月に朝廷を拝した。己珎蒙らは翌年1月、弓射の行事（大射）にも参加し、また別の機会に渤海の音楽の演奏もしている。2月に送使の大伴犬養と共に帰国の途についた。 | 続紀       |
| 3    | 752年  | 勝宝4年  | 大興15年    | 慕施蒙             | 孝謙 | 大欽茂       | 渤海使輔国大将軍慕施蒙ら75人が越後国佐渡島に到着。坂上老人らを越後に派遣した。翌年5月に朝廷を拝するが、孝謙天皇は大欽茂が国書で臣と称していないことを問題視し、返書で『高麗旧記』を引用して指摘した。6月帰国の途につく。 | 続紀       |
| 4    | 758年  | 宝字2年  | 大興21年    | 揚承慶             | 淳仁 | 大欽茂       | 23人。副使・揚泰師、判官・馮方礼。初の遣渤海大使の小野田守、副使の高橋老麻呂の帰国に伴い758年9月に越前国に到着した。揚承慶らは12月に入京し、翌年1月に朝廷を拝した。国書で大欽茂は「高麗国王」と自称し、淳仁天皇も返書で承認した。滞在中は恵美押勝らが饗宴した。この宴で揚泰師が詠んだ漢詩が『経国集』に収録されている。帰国直前に藤原八束（真楯）が餞別の宴を開催した。2月の帰国時に迎入唐大使使（在唐の大使藤原清河を迎える使者）高元度・判官内蔵全成ら（人数不明）が同行し、うち99名が渤海に到着した。 | 続紀       |
| 5    | 759年  | 宝字3年  | 大興22年    | 高南申             | 淳仁 | 大欽茂       | 副使・高興福、判官・李能本、解臂鷹、安貴宝。前回の迎入唐大使使の一部である判官内蔵全成ら80余人（唐に向かった高元度ら11人を除く）の帰国と共に759年10月に対馬に到着し、12月に入京。翌年1月に朝廷を拝し、在唐の藤原清河が渤海国に託していた上表文を提出した。淳仁天皇は大欽茂に感謝の意を示した。2月、送使の陽侯令璆と共に帰国の途についた。 | 続紀       |
| 6    | 762年  | 宝字6年  | 大興25年    | 王新福             | 淳仁 | 大欽茂       | 副使・李能本、判官・楊懐珍、品官着緋・達能信。遣渤海大使の高麗大山（帰国旅程の佐利翼津（出羽国？）で死亡）、副使伊吉益麻呂の帰国に同行派遣された。高麗大山らの乗船「能登」で航海し、10月、王新福以下23名が伊吉益麻呂らと共に越前国加賀郡に到着した。12月に入京。翌年1月に朝廷を拝し、唐での安史の乱について情報提供した。この影響で唐使の沈惟岳の帰国が中止された。2月に帰国の途につくとき、船が腐っていたため送使の多治比小耳、判官の平群虫麻呂らは渡航せず、船師の板振鎌束を責任者として渤海へ渡らせた。 | 続紀       |
| 7    | 771年  | 宝亀2年  | 大興34年    | 壱万福             | 光仁 | 大欽茂       | 青綬大夫壱万福ら325名が6月、船17隻で出羽国の賊地（蝦夷の地）野代湊（能代港）に到着し、常陸国に移された。12月末に入京。翌年正月の朝賀などに参加したが、国書で大欽茂は「天孫」を自称していたため、旧来と比べて無礼であるとして日本側が受け取りを拒否した。壱万福が国書を修正し謝罪したため、光仁天皇はこれを受け取り返書を与えた。2月に都を発った。9月に送渤海客使の武生鳥守らと帰国のため出航するが暴風に遭い能登国に漂着し、能登国福良津（能登客院？）に滞在した。滞在中の773年2月に副使の慕昌禄が死去した。その後、武生鳥守は再度出発し、773年10月、渤海からり帰還している。 | 続紀       |
| 8    | 773年  | 宝亀4年  | 大興36年    | 烏須弗             | 光仁 | 大欽茂       | 6月に40人が船1艘で能登国へ到着した。壱万福が帰国しないために派遣されたとされる。さらに、かつて渤海で音声を学んで日本に帰った内雄（高内弓）の安否を確認することが遣使の名目である旨を述べている。ただし、第７回の記録通り、壱万福と武生鳥守は渤海へ向かっているため、すれ違いになったもしくは「という名目で」の使節だったと推測される。この使者も前回同様に上表文とその函が通例と違っていて無礼である、との能登国司からの報告があり、都に召すことなく帰国させている。また「以降は”旧来通り”筑紫道（大宰府）経由で来るように」と伝達した。ただし渤海国使節は出羽から越前にかけての日本海沿岸に到着（漂着）するのが常であり、大宰府経由で来たことはないため、高句麗時代の先例を指すと見られる（ただし、次回の第9回目の渤海使は大宰府を目指した結果、慣れない航海を強いられたために遭難したため、さらに渤海から大宰府の経路上にある新羅国と渤海は対立状態にあり、すなわち航行の安全が保障されないため、この伝達は事実上撤回されたと見る説もある）。延暦23年（804年）6月には能登国に能登客院が建造されている。 | 続紀       |
| 9    | 776年  | 宝亀7年  | 大興39年    | 史都蒙             | 光仁 | 大欽茂       | 発ったのは187人だったが、日本到着直前に暴風に遭い船が大破し、判官の高淑源ら百数十名が死亡した。12月、46人が越前国加賀郡に生存到着した。死者のうち加賀郡と江沼郡に遺体が流れ着いた30体は、778年4月に朝廷が越前国に命じて埋葬させた。日本側は「（前回命じたはずだが）大宰府に来るように言ったのに違えたのは何故か」と問い、史都蒙は「一応は対馬を目指したが、暴風で流された」と弁明した。朝廷は30人を入京させるように言ったが史都蒙は「100人以上の死人を出しながら、ここまで苦労した46人なので、全員お目通りを願いたい」と返答した。この願いは叶えられ、777年4月に一行は入京した。参内や宴席、行事への参加を行い、渤海の音楽も演奏した。5月、送使の高倉殿継（高麗大山の子）らと共に帰国するも、暴風に遭い渤海の辺境地域に漂着して船は破損した。その他、橘清友項目参照。 | 続紀       |
| 10   | 778年  | 宝亀9年  | 大興41年    | 張仙寿             | 光仁 | 大欽茂       | 高倉殿継の帰国の送使。渤海船2艘で渡航し、9月に越前国三国湊に到着した。翌年1月に朝廷を拝し、2月に帰国の途につく。 | 続紀       |
| 11   | 779年  | 宝亀10年 | 大興42年    | 高洋弼、又は高洋粥 | 光仁 | 大欽茂       | 9月に鉄利人（渤海と対立していたツングース系部族）と合わせて359人が出羽国に到着した。「使者は身分が低いので賓客待遇とするには当たらない」「（渤海からの）上表文は無礼であるから進上させてはならない」と記録されている。また、大宰府経由でないことを咎めている。12月、使節らは帰国の船が無いので、船9隻をくれるよう求め、日本側はそれを受け入れた。宇治谷孟は「（鉄利人の）来日は渤海人を巻き込んでの亡命か」と述べている。 | 続紀       |
| 12   | 786年  | 延暦5年  | 大興49年    | 李元泰             | 桓武 | 大欽茂       | 9月、出羽国に来着した。出羽国司の報告では「65人が船1隻に乗って漂着。漂着時、蝦夷に襲われ連れていかれた者12人、現在いる者41人」。翌年2月、李元泰は帰国手段が無いことを訴え、朝廷は越後国に命じて船1艘と人員を与えた。 | 続紀       |
| 13   | 795年  | 延暦14年 | 正暦元年    | 呂定琳             | 桓武 | 大嵩璘       | 68名。11月に出羽国に到着した。翌年4月に朝廷を拝し、渤海国について記した在唐の僧永忠の書状などを献上した。5月に送渤海客使に任じられた御長広岳と桑原秋成と共に帰国した。 | 国史       |
| 14   | 798年  | 延暦17年 | 正暦4年     | 大昌泰             | 桓武 | 大嵩璘       | 12月に到着。遣渤海使・内蔵賀茂麻呂の帰国に同行か。翌年4月に送使の滋野船白と共に帰国した。 | 後紀       |
| 15   | 809年  | 大同4年  | 正暦15年    | 高南容             | 嵯峨 | 大元瑜       | 大嵩燐の薨去と大元瑜の即位を報告するため10月に来日し、翌年4月に入京したが、日本でも桓武天皇が崩御し嵯峨天皇が即位していたために帰国。4月に越前国から帰国する際に首領・高多仏が脱走して越前に残留した。高多仏は越中国に移され、史生の羽栗馬長らに渤海語を教えた。 | 国史       |
| 16   | 810年  | 弘仁元年 | 永徳元年    | 高南容             | 嵯峨 | 大元瑜       | 9月、桓武天皇への弔意を表し、嵯峨天皇の即位を祝う大元瑜の国書を持参して改めて来日し、翌年1月に入京した。4月、高南容を送るため林東人が送使として派遣される。これを最後に日本からは遣使も送使も派遣されなくなる。 | 後紀       |
| 17   | 814年  | 弘仁5年  | 朱雀2年     | 王孝廉             | 嵯峨 | 大言義       | 9月、出雲国に来着。滋野貞主と坂上今継が存問兼領渤海客使に任ぜられる。翌815年1月の宴で詠まれた坂上今継、大使・王孝廉、録事・釈仁貞の漢詩が『文華秀麗集』に収録。帰国の途についた後、暴風で船が破損したため、越前国で新船が建造されたが、王孝廉、釈仁貞、判官・王昇基らは疱瘡（天然痘）のため死亡した。副使・高景秀らは816年5月に帰国した。 | 後紀       |
| 18   | 817年  | 弘仁8年  | 朱雀5年     | 慕感徳             | 嵯峨 | 大言義       | 直接史料はなく李承英の来日時に言及された史料のみ現存する。翌年帰国時に日本側から船を与えられた。 | 国史       |
| 19   | 819年  | 弘仁10年 | 建興元年    | 李承英             | 嵯峨 | 大仁秀       | 11月に来日した。翌年1月に帰国。 | 国史       |
| 20   | 821年  | 弘仁12年 | 建興3年     | 王文矩             | 嵯峨 | 大仁秀       | 10月に来日。帰国直前の翌年1月の宴で一行は打毬を披露し、これに感嘆した嵯峨天皇と滋野貞主の漢詩が経国集に収録されている。 | 国史       |
| 21   | 823年  | 弘仁14年 | 建興5年     | 高貞泰             | 淳和 | 大仁秀       | 101人が11月、加賀国に来着。しかし大雪により平安京と加賀の交通が断絶していたために存問渤海客使の派遣が停止され、加賀守の紀末成が慰問を担当した。翌年1月の右大臣藤原緒嗣の上表により「渤海使は国賓ではなく貿易商人である」と判断されて、以降12年に一度とされた（のちに6年に一度に緩和）。この使節は入京を拒否されたが、献上した契丹大犬（蒙古犬）は京に運ばれ、4月に神泉苑に行幸した天皇の面前で鹿を逐った。 | 国史       |
| 22   | 825年  | 天長2年  | 建興7年     | 高承祖             | 淳和 | 大仁秀       | 103人が12月、隠岐に来着した。翌年3月、藤原緒嗣は再び追い返すよう主張したが、高承祖らは在唐の学問僧・霊仙の上表を預かっていたため、5月に入京した。同月帰国。 | 国史       |
| 23   | 828年  | 天長5年  | 建興10年    | 王文矩             | 淳和 | 大仁秀       | 百余人が1月、但馬に来着したが、違期を理由に入京を拒否された。 | 国史       |
| 24   | 841年  | 承和8年  | 咸和11年    | 賀福延             | 仁明 | 大彝震       | 105人が12月、長門国に到着した。存問渤海客使として少外記の山代氏益と式部大丞の小野恒柯が派遣され応接した。翌年2月の入京後は鴻臚館に滞在した。藤原諸成や藤原春津、藤原氏宗、山田文雄が応接している。4月に帰国。 | 続後紀     |
| 25   | 848年  | 嘉祥元年 | 咸和18年    | 王文矩             | 仁明 | 大彝震       | 100人。12月に能登国に到着。翌年、大学権大允の山口西成らが存問渤海客使となり、4月に平安京に入った。平安京の鴻臚館に滞在。節会において応対之中使として藤原衛が陪席し、使節は藤原衛の儀範を賞賛。5月の帰国時に参議の小野篁や小内記安野豊道、藤原春津、橘海雄ら文官達が鴻臚館にて勅書と太政官牒を伝達した。 | 続後紀     |
| 26   | 859年  | 貞観元年 |             | 烏孝慎             | 清和 | 大虔晃       | 副使・周元伯。104名派遣。1月、能登国珠洲郡に来着し、従七位・越前権少掾という卑官だった島田忠臣が急遽加賀権掾に引き上げ任じられて接客使となる。忠臣は周元伯と漢詩を唱和した。大内記安倍清行が領渤海客使に任じられるが父安仁の死去により辞任、諒闇のため7月に加賀国より放還した。この使節が唐の『長慶宣明暦経（宣明暦）』を伝えている。のち暦博士の大春日真野麻呂が強く推進し、朝廷はこれを採用した。862年から1684年まで823年間使われた。 | 実録       |
| 27   | 861年  | 貞観3年  |             | 李居正             | 清和 | 大虔晃       | 105人が1月、隠岐国から出雲国に到着した。散位の藤原春景が領渤海客使に任命された。違期を理由に入京を拒否される。近江国石山寺蔵の『仏頂尊勝陀羅尼記』の奥書には、この渤海使李居正によってもたらされた、と記されている。 | 実録       |
| 28   | 871年  | 貞観13年 |             | 楊成規             | 清和 | 大虔晃       | 副使・李興晟。105人が12月、加賀国に到着した。当時の加賀権掾は島田良臣。872年1月6日に存問渤海客使に菅原道真が任じられるが、同月26日に母の服喪で辞任した。交代した存問渤海客使の大春日安守は4月に加賀に移動し、使節が持参した啓牒の内容について審問している。使節は大春日安守に伴われて5月に入京し、参議の源舒が鴻臚館にて渤海国王の親書と献上品を受け取っている。式部少丞平季長と大内記都言道（この任命を機に都良香と改名した）が掌渤海客使に任じられ接待を担当した。その他大学頭・巨勢文雄と越前大掾藤原佐世が饗宴のために鴻臚館へ遣わされている。大使は詩才があり、高階令範・橘広相らと交流した。帰国時は領帰渤海客使の常陸少掾多治守善と文章生菅野惟肖が応接した。この頃の平安京に「咳逆病」が蔓延し、渤海使が持ち込んだと噂された。 | 実録       |
| 29   | 876年  | 貞観18年 |             | 楊中遠             | 清和 | 大玄錫       | 105人が12月、出雲国に到着した。翌年（元慶元年）2月、存問渤海客使兼領客使に伊伎月雄と大春日安名（前回の大春日安守の一族）が任じられた。3月に伊伎月雄が領客使を兼ねる。違期を理由に入京を拒否され、6月に帰国。 | 実録       |
| 30   | 882年  | 元慶6年  |             | 裴頲（はいてい）   | 陽成 | 大玄錫       | 105人が11月に加賀国に到着した。翌年4月に平安京に入り、1ヶ月ほど滞在した。少外記大蔵善行と式部少丞高階茂範が存問兼領渤海客使に任ぜられ、文章得業生紀長谷雄と右衛門大尉坂上茂樹が掌渤海客使に任じられ応接を担当した。 和気彜範が鴻臚館にて貢物と返礼品の受け渡しを行っている。漢詩・漢学の知識のあった菅原道真（治部権大輔）や道真の推挙により都に呼び戻された島田忠臣（玄蕃頭）らと漢詩の交流を行う。同年の端午節会に際して陽成天皇が皇居武徳殿に渤海使を召喚した際、安倍興行が応接を務めている。また、882年の陽成天皇の勅に「能登国をして（能登国）羽咋郡福良泊山木を伐損するを禁ぜしむ。渤海客北陸道岸に著するの時、必ず還舶を此の山にて造る」とあるため、この頃の渤海使の帰路の船は能登で建造されていたと推測される。 | 実録       |
| 31   | 892年  | 寛平4年  |             | 王亀謀             | 宇多 | 大玄錫       | 出雲国に到着するが、違期を理由に放還。 | 紀略       |
| 32   | 894年  | 寛平6年  |             | 裴頲               | 宇多 | 大玄錫       | 伯耆国に来着した。895年1月、存問渤海客使に三統理平、伯耆権掾に橘澄清が任じられた。5月に入京し大使は菅原道真と再会した。 | 紀略       |
| 33   | 908年  | 延喜8年  |             | 裴璆（はいきゅう） | 醍醐 | 大諲譔       | 正月に伯耆国に到着した。裴璆は裴頲の子。掌渤海客使に式部少丞・紀淑光と散位の菅原淳茂（菅原道真の子。父に連座して左遷後であり散位）が任じられた。5月に入京した。6月の供応の際に大江朝綱が作った漢詩（「夏夜於鴻臚館餞北客」）が『本朝文粋』に採録されている。 | 紀略       |
| 34   | 919年  | 延喜19年 |             | 裴璆               | 醍醐 | 大諲譔       | 105名。11月、越前の敦賀半島の丹生浦に来着し、同地の松原客館に移されるも、館の管理がなっておらず不便であった（『扶桑略記』）。翌年5月に入京し、同月帰国の途につく。その際4名が逃走した。 | 紀略       |
| (35) | 922年  | 延喜22年 |             | 不明               | 醍醐 | 大諲譔       | 9月、渤海客を越前に安置。詳細不明。 | 扶桑       |
|      | 929年  | 延長7年  | （甘露4年） | 裴璆               | 醍醐 | （耶律突欲） | 93人が12月、丹後国竹野郡大津浜に来着した。926年の渤海国の滅亡後に東丹国（契丹）に仕えた裴璆が東丹国の使者として来朝した。翌年、存問使として親交のあった藤原雅量が派遣された。（これまで二度の裴璆の来訪と違い）何故国名が変わったのかを問われた裴璆は渤海国が契丹に征服され滅亡したことを知らせ、かつ東丹王の非道ぶりを訴えた。4月、主君を変えたばかりか新主の悪口を言うとは不届きな、すなわち「不義不忠の者」として朝廷は使節を入京させずに追い返した。これにより東丹国が日本海側までも勢力範囲としていたこと、旧渤海国の人材を採用していたこと、渤海国に成り代わって日本との通交を意図していたこと、日本はそれを求めていなかったことが窺える。藤原雅量は裴璆に同情したらしく、後に回想した漢詩が『扶桑集』に残っている | 紀略、扶桑 |

注：926年に渤海は契丹（後の遼）に滅ぼされた。929年の使節は契丹が建てた東丹国よりの使者が渤海使の後継を名乗ったものである。甘露は東丹国の元号、耶律突欲は東丹国の王。

## 航路と渤海使船

### 渤海使船
渤海使船についての文献はほとんど残されていない。同時代の「遣唐使船」から推定される。１９９５年北陸電力地域総合研究所がイベント展示用として渤海使船の模型設計が和船研究家松本哲氏によってなされた。遣唐使船の資料から推定され、全長30ｍ程度、幅８ｍ。排水量300t、乗船人員は40～60人程度、積載量150ｔと類推された。

### 来航の頻度
来航の始め頃は12年に一度であったが、交易が中心になると回数は飛躍的に増えた。交易目的の来航者は入京させなかった。渤海からの貢物に対する数倍の回賜（お返し）が多大な負担となったため、回数を制限することになった。

### 日本への航路
渤海使は北西の季節風とリマン海流を利用し、朝鮮半島沿いに南下したあと、対馬暖流に流され主に秋から冬にかけて日本に来航した。多くは晩秋から冬期に多かった。

### 上陸地
渤海使は日本海側の山陰から北陸、東北にかけて、多くの津に上陸した。前半は東北から西南の広い範囲に着岸したが、次第に西南の範囲になった。それは航海術の発達によるものと思われる。前半では出羽国・佐渡国に計八回も到着しているが、後半ではすべて能登国以西となっている。
渤海使の交流は49 回（来訪34回・訪問15回）と記録されている。渤海使の来着地の一つとして、福良津　（現石川県志賀町福浦港）の可能性が高い。また渤海使が日本から帰国する際の、渤海船の修復・造船・出航の基地と知られている。

### 上陸後
上陸後の渤海使は北陸道で平城京、平安京を目指したが、入京となるか現地より放還となるか、いずれにしろ、来航した現地では「安置」すなわち一時的に滞在させ、食料や衣料など生活物資が供給された。「安置」する場合は、史料には「便処」に「安置」したことがみえるが、具体的には「郡家」（天長五年正月二日太政官符）のほか、国府または駅館などが利用されたと思われる。松原の「客館」などに移送されたと思われる。

### 帰国航路
直接日本海を横断するのではなく、対馬海流に乗って東北地方の沿岸を北東に進み、北海道、サハリンで西に梶をとってリマン海流に乗り、沿海州の沿岸を南下したものと思われる。